# ادوارد آگیمان-دواه
ادوارد آگیمان-دواه (انگلیسی: Edward Agyeman-Duah؛ زادهٔ ۱۷ اکتبر ۱۹۷۳) بازیکن فوتبال اهل غنا بود.
وی همچنین در تیم ملی فوتبال غنا بازی کرده است.